# 2019 - Dopo la caduta di New York
2019 - Dopo la caduta di New York (2019 - After the Fall of New York) è un film del 1983 diretto da Sergio Martino con lo pseudonimo di Martin Dolman.

## Trama
(Parsifal)
In un futuro e distopico 2019, il mondo è stato devastato dalla guerra atomica ed i pochi superstiti non possono prolificare e ripopolare la razza perché contaminati dalla radioattività. La Nuova Confederazione ha però identificato a New York una ragazza ancora in grado di portare a termine una gravidanza. Per recuperarla, viene mandato Parsifal, nemico giurato degli Eurac, capitanati dalla spietata Ania e dal suo comandante. La ricompensa è un posto sull'astronave che partirà per Alfa Centauri.
Arrivato a New York, Parsifal si imbatte nei Contaminati, uomini mutanti che si cibano di topi. Riuscirà a farseli amici ma insieme a loro verrà catturato dagli Eurac. Verranno successivamente liberati da un'altra razza di mutanti, creature antropomorfe metà uomo e metà scimmia, grazie ai quali troveranno la ragazza fertile ibernata in un laboratorio e riusciranno a prelevarla e portarla con loro. Nel frattempo si scopre che uno dei mutanti partiti con la spedizione è un Replicante (robot dall'aspetto umano) mandato dalla Nuova Confederazione per uccidere Parsifal, il quale deciderà di non vendicarsi ma di partire per Alpha Centauri insieme all'unica ragazza fertile rimasta.

## Collegamenti ad altre pellicole
A causa della notevole somiglianza con 1997: Fuga da New York di John Carpenter uscito due anni prima, questo film fu oggetto di polemiche. Il regista Sergio Martino ha però dichiarato che la sceneggiatura venne stesa prima dell'uscita del film di Carpenter.